# Weruche Opia

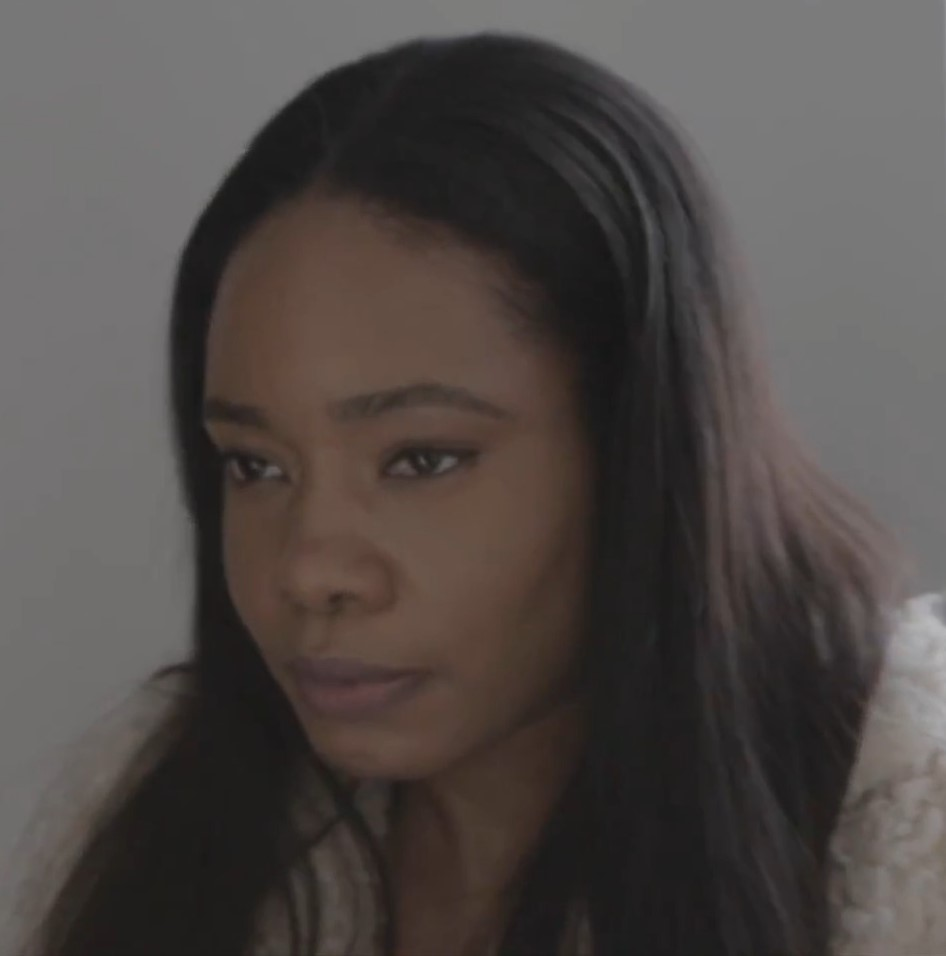
Weruche Opia 2017

Reanne Weruche Opia (/wəˈruːtʃeɪ ˈoʊpiə/) (* 11. April 1987 in Lagos, Nigeria) ist eine britisch-nigerianische Schauspielerin und Unternehmerin.

## Leben
Reanne Weruche Opia wuchs in Lagos bis zu ihrem 13. Lebensjahr auf. Anschließend zog die mit ihrer Familie nach Southeast London. Ihr Vater Eric Opia ist Autor und Sozialwissenschaftler, ihre Mutter Ruth Benamaisia-Opia ist Fernsehjournalistin für Nigerian Television Authority (NTV).
Sie studierte an der University of the West of England in Bristol und erhielt einen Abschluss in Drama und Soziologie. Ihr Schauspieldebüt gab sie 2010 in einer Folge von The Bill. Anschließend ging sie nach Nigeria und schloss sich der Renegade Theatre Company an. Nach einem Jahr kehrte sie nach England zurück, wo sie eine wiederkehrende Rolle in Top Boy hatte und in einer Folge von Suspects auftrat.
Wieder zurück in Nigeria spielte sie ihre erste Hauptrolle im Spielfilm ...When Love Happens (2014). Für diesen Film wurde sie bei den Nigeria Entertainment Awards als Actress of the Year (Nollywood) und für den Africa Magic Viewers Choice Awards in der Kategorie Best Actress in a Comedy nominiert.
Zurück in Großbritannien gehörte sie von 2019 bis 2020 dem Hauptcast der Sitcom Sliced auf Dave an. Es folgte eine Hauptrolle in der Miniserie I May Destroy You für die sie einen Independent Spirit Award in der Kategorie „Best Ensemble Cast in a New Scripted Series“ sowie einen Black Reel Award als „Outstanding Supporting Actress, TV Movie or Limited Series“ gewann und für einen British Academy Television Award nominiert war.
2022 trat sie in einer Nebenrolle im Netflix-Film Schlummerland auf.

## Unternehmerin
Seit 2009 hat sie mit Jesus Junkie Clothing ihre eigene Modelinie.

## Filmografie

### Film
| Jahr | Deutscher Titel | Originaltitel           | Rolle            | Anmerkungen  |
| ---- | --------------- | ----------------------- | ---------------- | ------------ |
| 2014 |                 | When Love Happens       | Mo               |              |
| 2015 |                 | The Bad Education Movie | Cleopatra Ofoedo |              |
| 2015 |                 | Prey                    | Ebele            | Kurzfilm     |
| 2015 |                 | Isla Traena             | Tamikah          | Kurzfilm     |
| 2016 |                 | When Love Happens Again | Mo               |              |
| 2017 |                 | Thereafter              | June             | Kurzfilm     |
| 2018 |                 | Haircut                 | Funmi            | Kurzfilm     |
| 2022 | Schlummerland   | Slumberland             | Agent Green      | Netflix-Film |

### Fernsehen
| Jahr       | Deutscher Titel   | Originaltitel     | Rolle            | Anmerkungen                          |
| ---------- | ----------------- | ----------------- | ---------------- | ------------------------------------ |
| 2010       | The Bill          | The Bill          | Selina Moris     | Episode: Death Knock                 |
| 2013       | Top Boy           | Top Boy           | Nafisa           | 4 Folgen                             |
| 2014–2015  | Suspects          | Suspects          | Mae Roberts      | 2 Folgen                             |
| 2014, 2022 |                   | Bad Education     | Cleopatra Ofoedo | Hauptrolle (Staffel 3), Cameo (2022) |
| 2015       | Banana            | Banana            | Lilia            | 2 Folge                              |
| 2015       |                   | Hot Pepper        | Toya             | Folge: One-Night Stand               |
| 2017       |                   | Just a Couple     | Melissa          | Miniserie, 4 Folgen                  |
| 2018       | Inside No. 9      | Inside No. 9      | Maz              | Episode: „Tempting Fate“             |
| 2019–2021  |                   | Sliced            | Naomi            | Hauptrolle                           |
| 2020       | I May Destroy You | I May Destroy You | Terry            | Miniserie, Hauptrolle                |
| 2022       |                   | Our House         | Merle            | Miniserie, Hauptrolle                |

## Theater
| Jahr | Titel         | Rolle       | Anmerkungen                 |
| ---- | ------------- | ----------- | --------------------------- |
| 2014 | Liberian Girl | Finda       | Royal Court Theatre, London |
| 2015 | The Trial     | Comptroller | Young Vic, London           |
| 2018 | The Divide    | Giella      | The Old Vic, London         |

## Preise und Auszeichnungen
| Jahr | Preisverleihung                    | Kategorie                                                           | Film                 | Resultat  | Ref.  |
| ---- | ---------------------------------- | ------------------------------------------------------------------- | -------------------- | --------- | ----- |
| 2015 | Nigeria Entertainment Awards       | Actress of the Year (Nollywood)                                     | ...When Love Happens | Nominiert | [ 6 ] |
| 2015 | Africa Magic Viewers Choice Awards | Best Actress in a Comedy                                            | ...When Love Happens | Nominiert | [ 7 ] |
| 2021 | Independent Spirit Awards          | Best Ensemble Cast in a New Scripted Series (zusammen mit dem cast) | I May Destroy You    | Gewonnen  | [ 8 ] |
| 2021 | British Academy Television Awards  | Best Supporting Actress                                             | I May Destroy You    | Nominiert | [ 9 ] |
| 2021 | Black Reel Awards                  | Outstanding Supporting Actress, TV Movie or Limited Series          | I May Destroy You    | Gewonnen  |       |